# Bahnstrecke Brno hlavní nádraží–Brno-Černovice
| Kursbuchstrecke (SŽ): | 340                  |                        |                        |
| Streckenlänge: | 6,207 km             |                        |                        |
| Spurweite: | 1435 mm (Normalspur) |                        |                        |
| Stromsystem: | 25 kV 50 Hz ~        |                        |                        |
| |                      |                        |                        |
| \| \| \| von Česká Třebová \| \| \| \| 0,000 \| Brno hlavní nádraží \| Brno hlavní nádraží \| \| \| \| nach Břeclav \| \| \| \| \| (Wien–) Hevlín–Brno \| \| \| \| 5,278 \| Brno-Černovice \| Brno-Černovice \| \| \| \| von Brno dolní nádraží \| \| \| \| \| von Brno-Židenice \| \| \| \| 6,207 \| Odb. Brno-Černovice \| Odb. Brno-Černovice \| \| \| \| nach Vlárský průsmyk \| \| \| \| \| \| \| \| Quellen: [1] \| \| \| \| |                      |                        |                        |
| Strecke |                      | von Česká Třebová      | von Česká Třebová      |
| Bahnhof | 0,000                | Brno hlavní nádraží    | Brno hlavní nádraží    |
| Abzweig geradeaus und nach rechts |                      | nach Břeclav           | nach Břeclav           |
| Kreuzung geradeaus oben |                      | (Wien–) Hevlín–Brno    | (Wien–) Hevlín–Brno    |
| Haltepunkt / Haltestelle | 5,278                | Brno-Černovice         | Brno-Černovice         |
| Abzweig geradeaus und ehemals von links |                      | von Brno dolní nádraží | von Brno dolní nádraží |
| Abzweig geradeaus und von links |                      | von Brno-Židenice      | von Brno-Židenice      |
| ehemalige Blockstelle | 6,207                | Odb. Brno-Černovice    | Odb. Brno-Černovice    |
| Strecke |                      | nach Vlárský průsmyk   | nach Vlárský průsmyk   |
| |                      |                        |                        |
| Quellen: |                      |                        |                        |

Die Bahnstrecke Brno hlavní nádraží–Brno-Černovice („Komárovská spojka“) ist eine innerstädtische Verbindungsbahn in der tschechischen Stadt Brno (Brünn). Sie ermöglicht im Reisezugverkehr direkte Zugläufe von Brno hlavní nádraží zur Bahnstrecke Brno–Vlárský průsmyk unter Umgehung von Brno dolní nádraží.

## Geschichte
Die Bahnstrecke Brno–Vlárský průsmyk („Wlarabahn“) hat ihren nominalen Ausgangspunkt im Bahnhof Brno dolní nádraží (früher Brünn Rossitzer Bahnhof), der heute nur noch dem Güterverkehr dient. Direkte Zugläufe von Brno hlavní nádraží (Brünn Hauptbahnhof) waren einst nur über Brno-Židenice (Brünn Schimitz) möglich, wobei zweimal die Fahrtrichtung gewechselt werden musste. Die Tschechoslowakischen Staatsbahnen (ČSD) erbauten darum Mitte der 1920er Jahre eine eingleisige Verbindungsbahn von Brno hlavní nádraží, die bei Brno-Černovice in die bisherige Trasse der Wlarabahn einmündet. Am 15. Mai 1927 wurde die Strecke eröffnet. Seit dem 4. Oktober 1996 ist sie elektrifiziert.
Im Jahresfahrplan 2012 wurde die Verbindungsbahn jeweils im Zweistundentakt von den Personen- und Eilzügen der Relation Brno–Uherské Hradiště befahren.